# Cliff Williams

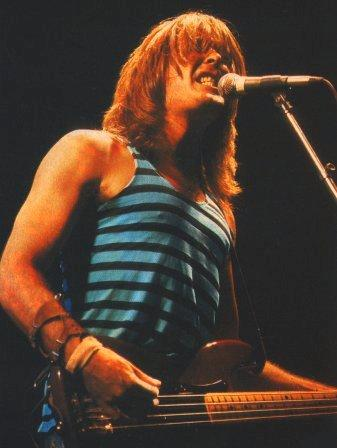
Cliff Williams in 1981.

Clifford Williams (Romford, 14 december 1949) is een Britse bassist die het best bekend is als bassist bij de Australische hardrockband AC/DC, waarin hij in juni 1977 debuteerde. Hij werd (samen met de andere leden van AC/DC) in 2003 opgenomen in de Rock and Roll Hall of Fame.
Toen hij negen was verhuisde hij naar Liverpool. In 1966 werd hij professioneel muzikant en verhuisde hij naar Londen. Net zoals de zanger van AC/DC, Brian Johnson, woont hij nu in het zuidwesten van Florida. Hij is de vader van model/actrice Erin Lucas.

## Biografie

### Vroegere carrière
In 1970 begon Cliff Williams zijn eerste band, Home, met zanger Mick Stubbs, gitarist Laurie Wisefield en drummer Mick Cook. In 1970 sloten ze een deal met Epic Records, en het volgende jaar kwam hun debuutalbum uit, getiteld, Pause for a Hoarse Horse. In november 1971 mocht Home optreden in het voorprogramma van Led Zeppelin in de Wembley Empire Pool, op de tweede dag van Led Zeppelins Electric Magic-optredens, waarbij zowel circusacts als rockbands aan bod kwamen.
Home bracht in 1972 een tweede album uit; het nummer Dreamer van dit album piekte op de 41e plaats in de UK Album Charts. In 1973 volgde een derde album, maar dit had niet veel succes. Toen de Britse singer-songwriter Al Stewart voorstelde dat Home zijn eerste Amerikaanse tour zou ondersteunen, verliet Mick Stubbs de band. De anderen vormden The Al Stewart Band. Al snel verliet Williams de band, om daarna de band Bandit te vormen in 1974.
Bandit kreeg al rap een contract met Arista Records en bracht het album Bandit uit in 1977. De bandleden waren Cliff Williams, zanger Jim Diamond (die later succes behaalde als soloartiest), en drummer Graham Broad (die later bij Bucks Fizz en Roger Waters' band speelde).

### AC/DC
Bij AC/DC werd bassist Mark Evans kort na het opnemen van het studioalbum Let There Be Rock (1977) ontslagen, waarna Williams hem opvolgde. Hij speelde mee tijdens de Let There Be Rock-tour, en maakte zijn studiodebuut op het studioalbum Powerage (1978). Williams is bekend doordat hij stevige, maar simpele baslijnen speelt, die de slaggitaarlijnen volgen, maar ook doordat hij de backingvocals verzorgt samen met slaggitarist Malcolm Young.
Eind augustus 2016 meldde Williams op de officiële Facebookpagina van AC/DC dat hij met pensioen wilde gaan. In september 2016 deed hij zijn laatste optreden. Hij had toen ruim 39 jaar met de band opgetreden, en was na Angus Young het langstzittende lid van de band zoals die in 2016 optrad. Toen er in 2020 een nieuw album van AC/DC verscheen bleek Williams toch weer deel uit te maken van de band.
- International Standard Name Identifier: 0000 0003 6290 7540
- MusicBrainz: 44bb6793-2fa2-40be-9377-0bd0242368da
- Nationale Bibliotheek van Tsjechië: xx0086806
- Virtual International Authority File: 228478717